# Championnat d'Italie d'échecs
Le Championnat d'échecs d'Italie est organisé chaque année par la Fédération Italienne des Echecs (Federazione Scacchistica Italiana - FSI).
Avant 1921 (année de la création de la Fédération), un tournoi national italien était organisé ; c'était en fait un championnat national, mais il n'était pas officiel.
Le Championnat d'échecs d'Italie est ouvert à tous les joueurs. Cependant, depuis 1999, le titre est attribué au premier ressortissant italien du championnat.

## Multiples champions
12 titres
- Stefano Tatai (en 1962, 1965, 1967, 1970, 1974, 1977, 1978, 1983, 1985, 1990, 1991 et 1994-1995)

9 titres
- Vincenzo Castaldi (1936, 1937, 1947, 1948, 1952, 1953 et 1959, titres partagés en 1947 et 1952)

5 titres
- Michele Godena (1992, 1993, 1995, 2005 et 2006)

5 victoires au tournoi national
- Arturo Reggio (en 1900, 1901, 1905, 1913 et 1916)

4 titres
- Alberto Giustolisi (1952, 1961, 1964 et 1966, titre partagé en 1952)
- Bela Toth (1975, 1976, 1980 et 1982)
- Fabiano Caruana (2007, 2008, 2010 et 2011)

3 titres
- Stefano Rosselli del Turco (1923, 1931 et le tournoi national de 1920)
- Mario Monticelli (en 1929, 1934 et 1939)
- Enrico Paoli (en 1951, 1957 et 1968)
- Bruno Belotti (en 1989, 1996 et 2001),
- Alberto David (en 2012, 2016 et 2019)

2 titres
- Fermo Zannoni (1883 et 1886 : deux tournois nationaux)
- Vincenzo Nestler (en 1943 et 1954),
- Giorgio Porreca (en 1950 et 1956),
- Sergio Mariotti (en 1969 et 1971),
- Carlo Micheli (en 1972 et 1973),
- Fernando Braga (en 1986 et 1988),
- Igor Efimov (en 1997 et 1998),
- Danyyil Dvirnyy (en 2013 et 2015)

## Palmarès

### Vainqueurs du tournoi national (1875 à 1920)
| Année | Lieu      | Champion                   |
| ----- | --------- | -------------------------- |
| 1875  | Rome      | Pietro Seni                |
| 1878  | Livourne  | Luigi Sprega               |
| 1881  | Milan     | Carlo Salvioli             |
| 1883  | Venise    | Fermo Zannoni              |
| 1886  | Rome      | Fermo Zannoni              |
| 1892  | Turin     | Vittorio Torre             |
| 1900  | Rome      | Arturo Reggio              |
| 1901  | Venise    | Arturo Reggio              |
| 1905  | Florence  | Arturo Reggio              |
| 1906  | Milan     | Giovanni Martinolich       |
| 1911  | Rome      | Matteo Gladig              |
| 1913  | Bologne   | Arturo Reggio              |
| 1916  | Milan     | Arturo Reggio              |
| 1920  | Viareggio | Stefano Rosselli del Turco |

### Champions d'Italie de 1921 à 1960
| Année | Lieu            | Champion                                               |
| ----- | --------------- | ------------------------------------------------------ |
| 1921  | Viareggio       | Davide Marotti                                         |
| 1923  | Naples          | Stefano Rosselli del Turco                             |
| 1929  | Florence        | Mario Monticelli                                       |
| 1931  | Milan           | Stefano Rosselli del Turco                             |
| 1934  | Milan           | Mario Monticelli                                       |
| 1935  | Florence        | Antonio Sacconi                                        |
| 1936  | Florence        | Vincenzo Castaldi                                      |
| 1937  | Naples          | Vincenzo Castaldi                                      |
| 1939  | Rome            | Mario Monticelli                                       |
| 1943  | Florence        | Vincenzo Nestler                                       |
|       |                 |                                                        |
| 1947  | Rome            | Vincenzo Castaldi, Cherubino Staldi                    |
| 1948  | Florence        | Vincenzo Castaldi                                      |
| 1950  | Sorrente        | Giorgio Porreca                                        |
| 1951  | Venise          | Enrico Paoli                                           |
| 1952  | Ferrare         | Vincenzo Castaldi, Alberto Giustolisi, Federico Norcia |
| 1953  | Florence        | Vincenzo Castaldi                                      |
| 1954  | Trieste         | Vincenzo Nestler                                       |
| 1956  | Rovigo          | Giorgio Porreca                                        |
| 1957  | Reggio d'Émilie | Enrico Paoli                                           |
| 1959  | Rimini          | Vincenzo Castaldi                                      |
| 1960  | Pérouse         | Guido Cappello (en)                                    |

En 1947 et 1952, il n'y a pas eu de départage : le titre fut attribué aux joueurs ex æquo en tête.

### Champions d'Italie depuis 1961
En trois occasions (en décembre 1992, décembre 1994 et décembre 1997), le tournoi d'échecs de Reggio Emilia servit de championnat d'Italie.
| Lieu                                    | Année     | Champion            |
| --------------------------------------- | --------- | ------------------- |
| San Benedetto del Tronto                | 1961      | Alberto Giustolisi  |
| Forte dei Marmi                         | 1962      | Stefano Tatai       |
| Imperia                                 | 1963      | Ennio Contedini     |
| Naples                                  | 1964      | Alberto Giustolisi  |
| Florence                                | 1965      | Stefano Tatai       |
| Rovigo                                  | 1966      | Alberto Giustolisi  |
| Savone                                  | 1967      | Stefano Tatai       |
| Milan                                   | 1968      | Enrico Paoli        |
| San Benedetto del Tronto                | 1969      | Sergio Mariotti     |
| Sottomarina (Chioggia)                  | 1970      | Stefano Tatai       |
| San Benedetto del Tronto                | 1971      | Sergio Mariotti     |
| Recoaro Terme                           | 1972      | Carlo Micheli       |
| Sottomarina (Chioggia)                  | 1973      | Carlo Micheli       |
| Castelvecchio Pascoli(Barga)            | 1974      | Stefano Tatai       |
| Pesaro                                  | 1975      | Bela Toth           |
| Castelvecchio Pascoli(Barga)            | 1976      | Bela Toth           |
| Castelvecchio Pascoli(Barga)            | 1977      | Stefano Tatai       |
| Lido di Venezia(Venise)                 | 1979      | Stefano Tatai       |
| Agnano (Naples)                         | 1980      | Bela Toth           |
| Barcellona Pozzo di Gotto               | 1981      | Roberto Messa       |
| Arco                                    | 1982      | Bela Toth           |
| Arco                                    | 1983      | Stefano Tatai       |
| Arcidosso                               | 1985      | Alvise Zichichi     |
| Chianciano Terme                        | 1985      | Stefano Tatai       |
| Cesenatico                              | 1986      | Fernando Braga      |
| Chianciano Terme                        | 1987      | Mario Lanzani       |
| Chianciano Terme                        | 1988      | Fernando Braga      |
| Chianciano Terme                        | 1989      | Bruno Belotti       |
| Chianciano Terme                        | 1990      | Stefano Tatai       |
| Chianciano Terme                        | 1991      | Stefano Tatai       |
| Reggio d'Émilie (tournoi international) | 1992-1993 | Michele Godena (3e) |
| Filettino                               | 1993      | Michele Godena      |
| Reggio d'Émilie (tournoi international) | 1994-1995 | Stefano Tatai (5e)  |
| Vérone                                  | 1995      | Michele Godena      |
| Mantoue                                 | 1996      | Bruno Belotti       |
| Reggio d'Émilie (tournoi international) | 1997-1998 | Igor Efimov (3e)    |
| Saint-Vincent                           | 1998      | Igor Efimov         |
| Saint-Vincent                           | 1999      | Fabio Bellini       |
| Saint-Vincent                           | 2000      | Ennio Arlandi       |
| Montecatini Terme                       | 2001      | Bruno Belotti       |
| Montecatini Terme                       | 2002      | Duilio Collutiis    |
| Arvier                                  | 2003      | Spartaco Sarno      |
| Montecatini Terme                       | 2004      | Fabio Bruno         |
| Crémone                                 | 2005      | Michele Godena      |
| Crémone                                 | 2006      | Michele Godena      |
| Martina Franca                          | 2007      | Fabiano Caruana     |
| Martina Franca                          | 2008      | Fabiano Caruana     |
| Sarre                                   | 2009      | Lexy Ortega         |
| Sienne                                  | 2010      | Fabiano Caruana     |
| Pérouse                                 | 2011      | Fabiano Caruana     |
| Turin                                   | 2012      | Alberto David       |
| Rome                                    | 2013      | Danyyil Dvirnyy     |
| Boscotrecase                            | 2014      | Axel Rombaldoni     |
| Milan                                   | 2015      | Danyyil Dvirnyy     |
| Rome                                    | 2016      | Alberto David       |
| Cosenza                                 | 2017      | Luca Moroni         |
| Salerne                                 | 2018      | Lorenzo Lodici      |
| Padoue                                  | 2019      | Alberto David       |
| Sur internet                            | 2020      | Alessio Valsecchi   |
| Chianciano Terme                        | 2021      | Pier Luigi Basso    |
| Cagliari                                | 2022      | Luca Moroni         |
| Brescia                                 | 2023      | Luca Moroni         |
| Turin                                   | 2024      | Francesco Sonis     |

## Championnes d'Italie
- 1938 : Clarice Benini
- 1939 : Clarice Benini
- 1973 : Rita Gramignani
- 1974 : Barbara Pernici
- 1975 : Rita Gramignani
- 1976 : Rita Gramignani
- 1977 : Barbara Pernici
- 1978 : Barbara Pernici
- 1979 : Barbara Pernici
- 1980 : Rita Gramignani
- 1981 : Barbara Pernici
- 1983 : Rita Gramignani
- 1985 : Gisella Facchini
- 1987 : Rita Gramignani
- 1988 : Adamantia Paizis
- 1989 : Rita Gramignani
- 1990 : Giuliana Fittante
- 1991 : Rita Gramignani
- 1992 : Rita Gramignani
- 1993 : Giusy Parrino
- 1994 : Alessandra Riegler
- 1995 : Alessandra Riegler
- 1996 : Alessandra Riegler
- 1997 : Veronika Goi
- 1998 : Alessandra Riegler
- 1999 : Sonia Sirletti
- 2000 : Giuliana Fittante
- 2001 : Alba Decataldo
- 2002 : Laura Costantini
- 2003 : Mariagrazia De Rosa
- 2004 : Maria Vincenza Santurbano
- 2005 : Eleonora Ambrosi
- 2006 : Roberta Brunello
- 2007 : Fiammetta Panella
- 2008 : Marina Brunello
- 2009 : Marianna Chierici
- 2010 : Mariagrazia De Rosa
- 2011 : Roberta Messina
- 2012 : Tea Gueci
- 2013 : Mariagrazia De Rosa
- 2014 : Alessia Santeramo
- 2015 : Daniela Movileanu
- 2016 : Daniela Movileanu
- 2017 : Olga Zimina
- 2018 : Marina Brunello
- 2019 : Elena Sedina
- 2020 : Olga Zimina
- 2023 : Olga Zimina[7]
- 2024 : Marina Brunello[8]

## Champions d'échecs par correspondance italiens
1. Mario Napolitano (1939-1941)
2. Mario Napolitano (1942-1947)
3. Domenico Postpischl (1949-1951)
4. Lucio del Vecchio (1951-1952)
5. Lucio del Vecchio (1952-1953)
6. Ferruccio Castiglioni (1953-1954)
7. Angelo Guisti (1953-1955)
8. Vincenzo Castaldi (1955-1956)
9. Giorgio Porreca (1956-1957)
10. Edoino Busetto (1957-1958)
11. Luciano Lilloni (1958-1959)
12. Luciano Lilloni (1959-1960)
13. Geremia Lodi (1960-1961)
14. Sergio Bianchi (1961-1962)
15. Dante Pasqua (1962-1963)
16. Florentino Palmiotto (1963-1964)
17. Roberto Primavera (1964-1965)
18. Giorgio Porreca (1965-1966)
19. Giorgio Porreca (1966-1967)
20. Giorgio Porreca (1967-1968)
21. Giorgio Porreca (1969-1970)
22. Giorgio Porreca (1970-1971)
23. Giorgio Porreca (1971-1972)
24. Giorgio Porreca (1972-1973)
25. Claudio Cangiotti (1973-1974)
26. Giorgio Baiocchi (1974-1975)
27. Renato Adinolfi (1975-1976)
28. Fabio Finocchiaro (1976-1977)
29. Paolo Bassoli (1977-1978)
30. Fabio Finocchiaro (1978-1979)
31. Mauro Berni (1979-1980)
32. Valerio Conti (1980-1981)
33. Mario Damele (1982-1983)
34. Maurizio Tirabassi (1983-1984)
35. Marco Venturino (1985-1986)
36. Maurizio Tirabassi (1986-1987)
37. Domenico Valeriani (1987-1988)
38. Giampiero David (1988-1989)
39. Samuele Tullio Pizzuto (1989-1990)
40. Vittorio Piccardo (1990-1991)
41. Giampiero David (1991-1992)
42. Angelo Peluso (1992-1993)
43. Adolfo Sonzogno (1993-1994)
44. Alberto Colombo (1994-1995)
45. Michele Petrillo (1995-1996)
46. Giampetro Calzolari (1996-1997)
47. Giorgio Luigi Grasso (1997-1998)
48. Michele Petrillo (1998-1999)
49. Elio Vassia (1999-2000)
50. Giampetro Calzolari (2000-2001)
51. Gianfranco Massetti (2001-2002)
52. Enrico Borroni (2000-2002)
53. Stefano Moncher (2002-2004)
54. Riccardi Marini (2003-2006)  [9]
55. Eros Riccio (2004-2006)  [10]
56. Alberto Dosi (2005-2007)  [11]
57. Francesco de Filippis (2006-2008)  [12]
58. Eros Riccio (2007-2009)  [13]
59. Mauro Petrolo (2008-2010)  [14]
60. Mauro Petrolo (2009-2011)  [15]
61. Mauro Petrolo (2010-2013)  [16]
62. Eros Riccio (2011-2013)  [17]
63. Gianluca Cremasco (2012-2013)  [18]
64. Dino Secchi (2013-2014)  [19]
65. Giorgio Baiocchi (2014-2015)  [20]
66. Tiziano Mosconi (2015-2017)  [21]
67. Tiziano Mosconi (2016-2017)  [22]
68. Tiziano Mosconi (2017-2019)  [23]
69. Gaetano Laghetti (2018-2020)  [24]
70. Florian Gatterer (2019-2020)  [25]
71. Florian Gatterer (2020-2022)  [26]
72. Sandro Niecchi (2021-2022)  [27]
73. Salvatore  Giannetto (2022-2023)  [28]
74. Massimiliano Massimini (2023-2024)  [29]